# Virginio Bonati
Virginio Bonati (Porto Ceresio, 27 marzo 1914 – 9 marzo 1944) è stato un calciatore italiano, di ruolo difensore.

## Carriera
Ha disputato sei campionati col Novara, 4 in Serie A e 2 in Serie B, per complessive 87 presenze in massima serie e 48 fra i cadetti (serie nella quale vinse il campionato 1937-1938).

## Palmarès
- Campionato italiano di Serie B: 1

Novara: 1937-1938